# Molla Gürani-moskee
De Molla Gürani-moskee (ook wel Tulpenmoskee van Lier genoemd) is een moskee in de Belgische gemeente Lier. 
De moskee maakt deel uit van de thuisbasis van de vzw Vereniging van Turkse arbeiders van Lier en omgeving (kortweg VTAL). Deze vereniging werd in het begin van de jaren ’80 opgericht door Turkse gastarbeiders afkomstig uit Posof. De aankoop van de huidige moskee begon in 2008 toen een school met omringende gronden werden aangekocht aan de Donk. De bouw van de moskee begon in 2013 nadat de aanvraag van de bouwvergunning werden goedgekeurd. In 2016 werden de bouwwerkzaamheden afgerond.
Het nieuwe moderne gebouw telt 70 parkeerplaatsen een fietsenstalling. Het bevat ook een polyvalente ruimte en een cafetaria.
Sinds 2023 is de moskee erkend.